# Kwadratura koła

Kwadratura koła

Kwadratura koła – problem polegający na skonstruowaniu kwadratu, którego pole równe jest polu danego koła przy użyciu wyłącznie cyrkla i linijki bez podziałki. Jest to jeden z trzech wielkich problemów starożytnej matematyki greckiej (obok trysekcji kąta i podwojenia sześcianu), sformułowany przez szkołę pitagorejską.

## Wykonalność i próby
Konstrukcja taka jest niewykonalna – wynika to z twierdzenia udowodnionego w roku 1837 przez Pierre’a Wantzela oraz faktu wykazanego w 1882 roku przez Ferdinanda Lindemanna, że π jest liczbą przestępną.
Pierwsze próby kwadratury koła sięgają Starożytnego Egiptu, opisane zostały jako problem 48 w Papirusie Rhinda, gdzie opisana została aproksymacja kwadratury koła.
Kwadratura koła jest bezpośrednio związana z rektyfikacją okręgu: gdyby jedna z tych konstrukcji była wykonalna, oznaczałoby to, że wykonalna jest także druga.
Określenie „kwadratura koła” funkcjonuje również w języku potocznym i oznacza coś niewykonalnego, z góry skazanego na niepowodzenie.